# Reb Beach

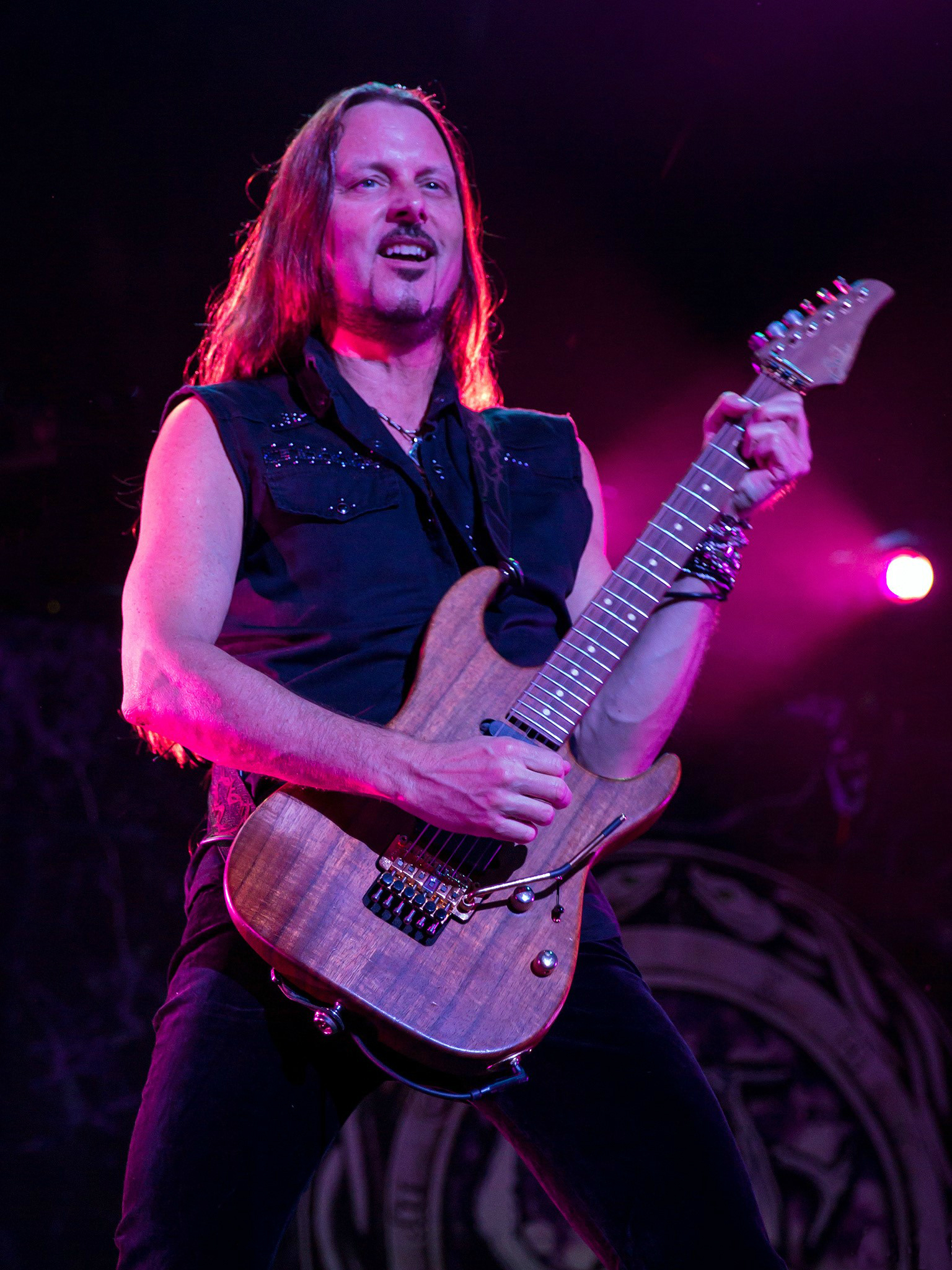
Reb Beach, 2015

Richard Earl „Reb“ Beach Jr. (* 31. August 1963 in Oakmont, Pennsylvania) ist ein US-amerikanischer Rock-Gitarrist.

## Karriere
Beach begann seine Karriere in den 1980er Jahren als Studiomusiker, unter anderem für Fiona, Howard Jones oder Chaka Khan. Er ist Gründungsmitglied der Hard-Rock-Band Winger, der er nach wie vor angehört. 1999 stieß er als Ersatz für George Lynch zu Dokken und nahm mit der Band zwei Alben (Erase the Slate und Live From the Sun) auf. 2001 arbeitete er mit Jeff Pilson an dessen Album War & Peace – Light at the end of the Tunnel, bevor er sein Soloalbum Masquerade veröffentlichte. 2005 war er Mitglied von The Mob. Die Band, der außerdem Doug Pinnick (Kings X), Kelly Keagy (Night Ranger) und Timothy Drury (Whitesnake) angehörten, veröffentlichte nur ein Album (The Mob). Bereits 2003 hatte Beach auf der Comeback-Tournee von Whitesnake gespielt, wo er seitdem festes Mitglied ist.
2019 gewann Frontiers Records den irischen Sänger Robin McAuley (McAuley Schenker Group) für ein Projekt, mit dessen Realisierung Jeff Pilson beauftragt wurde. Er stellte für McAuley eine Band zusammen, der McAuley, Pilson (Bass), Beach (Gitarre), und Matt Starr (Schlagzeug) angehören. Die Band gab sich den Namen Black Swan und nahm das Album Shake the World auf, das im Februar 2020 veröffentlicht wurde. Das zweite Album der Band, Generation Mind, erschien 2022.

## Diskographie

### Alben
Winger
- Winger (1988)
- In the Heart of the Young (1990)
- Pull (1993)
- The Very Best of Winger (2001)
- IV (2006)
- Demo Anthology (2007)
- Winger Live (2007)
- Karma (2009)
- Better Days Comin’ (2014)
- Seven (2023)

Dokken
- Erase the Slate (1999)
- Live from the Sun (2000)

The Mob
- The Mob (2005)

Whitesnake
- Live… In the Shadow of the Blues (2007)
- Good to Be Bad (2008)
- Forevermore (2011)
- The Purple Album (2015)
- Flesh & Blood (2019)

Black Swan
- Shake the World (2020)
- Generation Mind (2022)

Solo
- The Fusion Demos (1993)
- Masquerade (2001)